# Таракташская трагедия
Таракта́шская трагедия — события 2 марта 1868 года в Феодосии, когда были казнены жители Таракташа крымские татары Сейдамет Эмир-Али оглу, Эмир-Усеин Абдураман оглу, Сеит-Ибраим Сеит-Амет оглу, обвинённые в убийстве игумена Кизилташского монастыря Парфения.

## Исчезновение игумена Парфения
22 августа 1866 года Парфений уехал из Судака, однако не прибыл в обитель. За два дня были организованы поиски, однако ни игумена, ни тела, ни признаков насильственной смерти не было обнаружено. Расследование асессора И. Безобразова пришло к выводу, что игумен самовольно оставил свою должность из-за конфликта с епископом Алексием, за что его даже вызывали на церковный суд в начале сентября. Однако эта версия не удовлетворила епископа и в дальнейшем следствие разрабатывало другую — убийство игумена тремя (впоследствии четырьмя) жителями Таракташа.

## Следствие
Почти через два месяца 60-летний Якуб Сале-Акай-оглу говорил о том, что был соучастником попыток скрыть преступление, а также назвал убийцами трёх односельчан, правда, существенно путаясь в своих показаниях. Он также показал место, где, якобы, было сожжено тело игумена, и где были найдены фрагменты костей кисти человека, а также место, где был убит и закопан его конь.
На основании этих показаний, а также показаний несовершеннолетнего сироты, трёх крымских татар, которые до тех пор работали управляющими в имениях русских помещиков (в частности, детей естествоиспытателя Х. Стевена), арестовали и посадили в тюрьму в Феодосии. Впоследствии Якуб указал на четвёртого таракташца (будущего муллу), который якобы участвовал в преступлении и которого также арестовали. На других обитателей Таракташа оказывалось постоянное давление и угрозы ввести солдат на постой, который в итоге был назначен и длился с августа 1867 года до середины января 1868 года.

## Суд
Дело таракташцев рассматривал специально созванный военно-полевой суд.
Указом Таврического Губернского правления защитником был назначен адвокат А. Барановский.
Во время разбирательства суд игнорировал показания в пользу обвиняемых, даже больше — лица, обеспечивавшие алиби подсудимым, были обвинены в лжесвидетельстве и арестованы. Также из состава суда был отстранён асессор Домонтович, который усомнился: каким образом на месте, где был закопан конь, было обнаружено кровавое пятно, ведь невозможно сначала закопать, а потом убить.
23 октября 1867 года без каких-либо обвинений был снят председатель военного суда подполковник Седлецкий, а сменивший его полковник Дембровский отстранил от дела всех имевшихся свидетелей, а новых запретил привлекать, так как «виноватость подсудимых подтверждена таким количество свидетелей, что если вновь вызванный свидетель даже и покажет в пользу обвиняемого, сила улик против последнего уже не может быть поколеблена».
Адвокат Барановский в своей Докладной записке на имя Военного министра перечислил «злоупотребления и пристрастные действия по сему делу членов суда и делопроизводителя»:
1) Якуб Сале-Акай-оглу, признавшийся, что был соучастником попыток убийц скрыть преступление (он помогал сжигать труп Парфения), был параллельно, то есть в нарушение судебного положения, «признан свидетелем.., а лица, оговоренные им, заключены в тюрьму и преданы полевому суду, несмотря на отсутствие улик и сбивчивость показаний Якуба».
2) «На формальном следствии Якуб под присягою показал, что убийц было трое, а через восемь месяцев заявил полевому суду, что убийц было четверо…».
3) На просьбу как защитнику рассмотреть дело, суд объявил Барановскому, что «в деле есть секреты», и поэтому военные члены судебной комиссии могут «сообщать ему по своему усмотрению только те факты, которые суд признает нужными».
4) «Получив от генерал-адъютанта Коцебу разрешение расследовать дело, он, Барановский, нашёл, что секреты заключаются, между прочим, в следующем: о волостном голове Мейназове, оговоренном татарином Зекирьёю в сокрытии следов преступления, следствие было произведено, по распоряжению губернского правления, от сего дела особо».
5) «Суд отказал ему, Барановскому, видеться с подсудимыми на том основании, что подсудимые могут сознаться ему в преступлении, а он может уговорить их молчать».
6) «…Подсудимого Сеид-Амета суд несколько дней кряду держал на допросе с 10 ч. утра до 6 ч. вечера… не дозволяя ему сесть даже во время, когда он подписывал протокол. Подсудимый едва держался на нога. Свидетельниц, французскую подданную Шампи и Краснову, суд допрашивал, ставя на узенькую ступеньку, приставленную из партера к сцене и потом заключил в тюрьму, которою пользуются как средством заставить свидетелей говорить то, что захотят судьи… Обер-Аудитор схватил Сеид-Амета за грудь перед зерцалом, крича „Молчать, а то тебе будет железо!“»
7) «Показания допрашиваемых лиц записываются не со слов допрашиваемых, а по указанию Обер-Аудитора Бекаревича».
8) «На представление защитника, что суд так действовать не должен, Обер-Аудитор Бекаревич, обратившись к членам суда, сказал: „Господа! Не слушайте защитника, помните, что вы в точности должны исполнять волю Командующего войсками“».
После написания докладной записки адвокат Барановский согласно личному распоряжению генерал-адъютанта Коцебу без объяснения причин полностью отстранён от участия в процессе.
Обвиняемые виновными себя не признали, называя показания Якуба наущением.
В результате суд вынес смертный приговор через повешение Сейдамету Эмиру-Али оглу, Эмиру-Усеину Абдураман оглу, Сеит-Ибраиму Сеит-Ахмету оглу, а четвёртого обвиняемого несовершеннолетнего Сеита-Мемета Эмир-Али-оглу приговорил к сибирской ссылке, где он погиб.
Перед казнью осуждённые при увещаниях муллы не сознались и не раскаялись. Сейдамет воскликнул: «Мусульмане и христиане, будьте свидетелями, как меня несправедливо повесят».
Согласно Определению № 2628 от 22 мая 1873 г. Правительствующий Сенат соизволил разрешить продать с торгов имущество казнённых (сады, виноградники), их продажная цена не превысила в совокупности 280 рублей.

## Реакция
Подробности убийства игумена и процесса над обвиняемыми описаны Е. Л. Марковым в его книге «Очерки Крыма» (1872).
В среде крымских татар казнь невиновных нашла отклик в народной песне «Сеит-огълу Сейдамет»:
| Оригинал:                                                                                   | Перевод на русский язык:                                                                        |
| Таракъташнынъ, ах, аман, Ёлларындан да юрмедим. Тевбелер олсун, аман, Шу папазны корьмедим… | По дорогам Таракташа, ах, горе, В те дни я не проходил. Клянусь, горе, Не встречал я того попа… |

В 1925 году перевод песни на русский язык в своей статье поместил А. К. Кончевский. Также перевод песни вместе с оригиналом в 1927 году был опубликован В. И. Филоненко и С. Б. Ефетовым на страницах «Известий Таврического общества истории, археологии и этнографии»:
Зовусь я Сеид Оглу Сейдаметом,
Придёшь в деревню, товарищам-друзьям кланяйся!
Столб виселицы красовался,
А сердце Сейдамета рвалось на части!
Я не ходил по Таракташским дорогам,
Того священника, прости боже, не видал!
В пятницу меня похоронили
И смыли с виселицы мою чёрную кровь!
Мой товарищ-друг, старший брат, не осуди,
Сжальтесь, Сейдамет скончался на виселице!
О. Акчкокраклы сообщал, что упомянутый в песне Сеид-Ахмет в действительности был сослан в Сибирь, а не повешен.
Однако и в среде нетатарского населения Крыма суд получил неоднозначные оценки: по полуострову распространялись слухи о встрече игумена за рубежом, что нашло отражение в романе А. Дермана «Дело об игумене Парфении» (1941) .

Исследователь крымскотатарского фольклора А. К. Кончевский в 1925 году писал: 
Горная деревня Тарахташ, лет сорок назад, была ареной события,
породившего несколько песен. Вблизи деревни был найден труп священника. Заподозрили целый ряд Тарахташцев. Несколько десятков их было втянуто в судебный процесс. Троих казнили, остальных сослали в Сибирь, суровый климат которой южане не вынесли и все погибли. Как казнённые, так и сосланные были не причастны к преступлению.
В 1929 году председатель Таврического общества истории, археологии и этнографии (ТОИАЭ) А. И. Маркевич утверждал, что «впоследствии в Крыму никто не сомневался, что казнены невинные». По мнению В. И. Филоненко, явных улик против таракташских татар не было и они, вероятно, были невиновны, а суд же находился под давлением судакских помещиков. Член ТОИАЭ А. Д. Петровский-Ильенко считал, что убийцей игумена был доносчик Якуб. Другой член ТОИАЭ, П. В. Никольский, в своём докладе «Дело об убийстве игумена Парфения как политический процесс 60-х годов (по новым материалам)» отмечал, что Парфений имел резкие разногласия с духовным начальством, но «тенденциозный классовый суд не принял их во внимание, как и аграрных отношений, и создал при помощи террора политический процесс для обуздания татар по наущению судакских помещиков». Для Никольского сущность дела заключалась «во вскрытии мотивов инсценировки всего процесса», а не в выяснении, был ли убит игумен и кем был убит.

## Современные оценки
Вернувшись после депортации, потомок Сейдамета, скульптор Ильми Аметов, в 1998 году установил памятник казнённым вблизи посёлка Дачное (бывшее Таракташ): на пьедестале из необработанного гранита возвышается мраморная стела, внизу которой изображён полуостров Крым с тамгой, а из неё растёт лоза, вплетаясь в камень и прорастая сквозь них. У стелы — мраморная плита с именами казнённых и эпитафией: «Огонь упал на Таракташ. Мы стали жертвами и преданы земле и камням». Рядом находится могила со скульптурным изображением чалмы, а за несколько метров установлен флаг крымских татар.
Русская православная церковь противостоит реабилитации казнённых. В ответ на установление памятного знака 2000 года игумен Парфений был причислен к святым, а в его житии рассказывается о «злых» татарах, которых пытался «угомонить» игумен и которые отомстили ему таким образом.
Крымский историк и журналист Ибраим Абдуллаев на основе исследованных источников Государственного архива Крыма показал в своей книге невиновность убитых таракташцев, детально раскрыл причины конфликта игумена Парфения с РПЦ и его бегства накануне церковного суда. Это исследование вызвало обструкцию православных экстремистов.